# Shuna Island
Shuna Island (schottisch-gälisch Siùna) ist eine heute nicht dauerhaft bewohnte Insel im Loch Linnhe im schottischen Archipel der Inneren Hebriden. Sie ist nur durch den schmalen Shuna-Kanal vom Festland getrennt. 1938 befand sich ein einzelner Bauernhof auf der Südseite der Insel.
Nach dem Antiquar Walter Macfarlane war die Insel sehr fruchtbar und lieferte reichlich Milch, Butter sowie Fische aus dem Loch.
Auf der Insel befindet sich die Ruine eines 1911 erbauten Schlosses, das seit den 1980er-Jahren verfällt, sowie sechs Ferienhäuser. Die Insel stand 2025 für 5,5 Mio. Pfund zum Verkauf.